# Getal van Atwood
Het getal van Atwood {\displaystyle \mathrm {A} } is een dimensieloos getal in de stromingsleer dat toepassing vindt in onderzoek naar hydrodynamische instabiliteiten in stromingen die gelaagd zijn volgens hun dichtheid. Het is een dimensieloze verhouding van dichtheden, gedefinieerd als
{\displaystyle \mathrm {A} ={\frac {\rho _{1}-\rho _{2}}{\rho _{1}+\rho _{2}}}}
met
{\displaystyle \rho _{1}} de dichtheid van de zwaardere vloeistof
{\displaystyle \rho _{2}} de dichtheid van de lichtere vloeistof

## Toepassing
Het getal van Atwood komt voor bij de Rayleigh–Taylor en de Richtmyer-Meshkov instabiliteit. Bij de Rayleigh–Taylor instabiliteit is de doordringafstand van bellen van de zwaardere vloeistof in de lichtere vloeistof een functie van de tijdschaal van de versnelling, {\displaystyle \mathrm {A} gt^{2}} met {\displaystyle g} de valversnelling en {\displaystyle t} de tijd.